# Podróż apostolska Jana Pawła II do Austrii (1983)

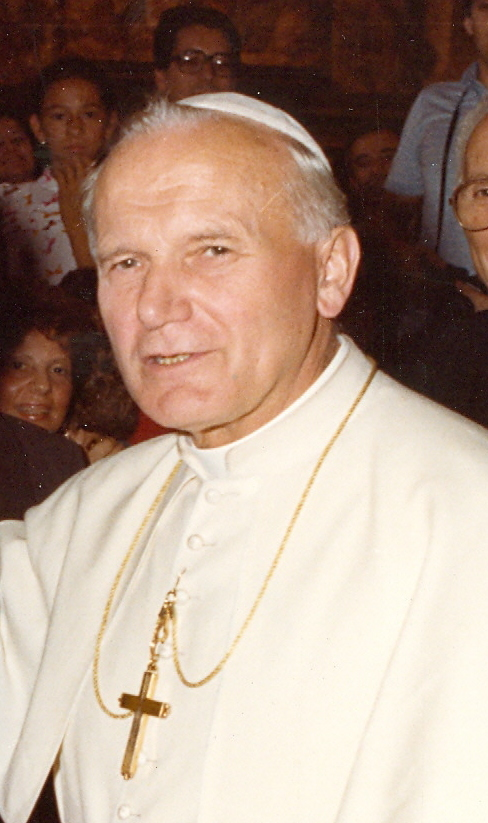
Jan Paweł II w 1983

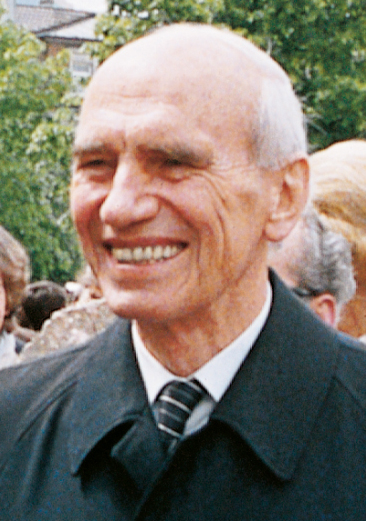
Prezydent Rudolf Kirchschläger

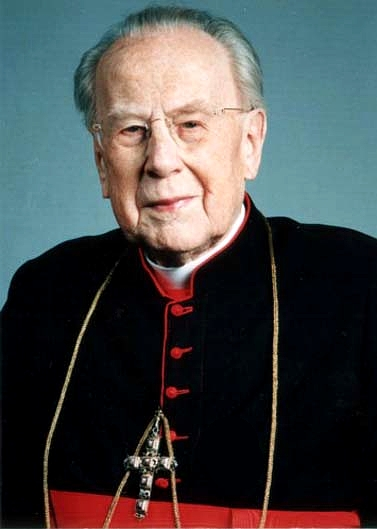
Arcybiskup Wiednia Franz König

20 Podróż Apostolska Jana Pawła II miała miejsce w dniach 10–13 września 1983 roku. 
Przebieg pielgrzymki:

## 10 września 1983 (sobota)
- 13:00. Odlot samolotem Alitalia z Rzymu do Wiednia. Papieżowi towarzyszył m.in. sekretarz stanu, kardynał Agostino Casaroli.
- 14:45. Przylot do Wiednia, na lotnisko Schwechat i powitanie przez prezydenta Austrii, Rudolfa Kirchschlägera. Towarzyszyli mu m.in. kanclerz Fred Sinowatz, arcybiskup Wiednia Franz König, prymas Polski Józef Glemp, kardynał Franciszek Macharski. Rudolf Kirchschläger w przemówieniu powitalnym przypomniał, że jest to pierwsza od niemal dwustu lat wizyta papieska w Austrii, po odwiedzinach Piusa VI.
- 16:00. Nieszpory Europejskie na Heldenplatz z udziałem około 130.000 wiernych i delegacji innych kościołów, w tym Patriarchatu Ekumenicznego Konstantynopola, Patriarchatu Prawosławno-Koptyjskiego, Patriarchatu Serbskiego, kościołów protestanckich, jak również prezydenta Kirchschlägera i byłego sekretarza generalnego ONZ (późniejszego prezydenta), Kurta Waldheima. Przy trybunie posadowiono dziewięciometrowy krzyż z brązu pod którym płonął znicz zapalony od pochodni przybyłych z Asyżu, opactwa Altenberg (RFN), Flüeli (Szwajcaria) oraz z Częstochowy (ogień z Polski odpalono od znicza z celi śmierci św. Maksymiliana Kolbego w byłym niemieckim obozie koncentracyjnym Auschwitz). Jan Paweł II w swoim przemówieniu podkreślił wartość chrześcijaństwa, jako religii cementującej cały kontynent europejski. Cztery fragmenty Kazania na Górze skomentowali kardynałowie: Jean-Marie Lustiger (Paryż), Franciszek Macharski (Kraków), Joachim Meisner (Berlin) i Franjo Kuharić (Zagrzeb). Przemawiał również arcybiskup Wiednia, Franz König. Papież uniósł krzyż i udzielił obecnym błogosławieństwa apostolskiego.
- 18:45. Przejazd ulicami Wiednia do pałacu arcybiskupiego, wypoczynek i kolacja.
- 21:30. Spotkanie z młodzieżą na Wiener Praterstadion pod wezwaniem "Jezus Chrystus – naszą drogą". Młodzi ludzie w liczbie około 70.000 przyszli tu w trzech pochodach z trzech placów stolicy Austrii. Reprezentowali m.in. trzysta organizacji młodzieżowych. Papież został powitany przez biskupa Egona Kapellariego oraz przedstawicielkę młodzieży, Elisabeth Aichberger. Program artystyczny miał charakter antywojenny i pokojowy. Występował chór z warszawskiego kościoła św. Anny z pieśniami przygotowanymi specjalnie na to spotkanie. Punktem kulminacyjnym było ułożenie wielkiego krzyża z kwiatów, do którego Jan Paweł II dołożył własną wiązankę. Zapalono tysiące świec i długo wiwatowano na cześć papieża[1].

## 11 września 1983 (niedziela)
- 8:15. Spotkanie ekumeniczne w Wiedniu z udziałem m.in. przedstawicieli Patriarchatu Konstantynopola, kościołów prawosławnego i koptyjskiego, a także ewangelickiego i ewangelicko-augsburskiego. Rozpoczął je arcybiskup König, a przemówienia wygłosili arcybiskup Chrysostomos Tsiter (greckoprawosławny) i biskup Dieter Knall (Kościół Ewangelicki Augsburskiego Wyznania w Austrii).
- 10:15. Msza święta w Donaupark (zamykająca "Katholikentag"). Liturgia, mimo zimna i deszczu, zgromadziła około 350.000 wiernych. Ołtarz, zwieńczony żaglem symbolizującym łódź św. Piotra, ustawiono na tle czterdziestometrowego krzyża. Oprócz tego na błoniach rozstawiono dwanaście innych krzyży symbolizujących Apostołów. Papieża powitał arcybiskup König. Oprócz niego mszę koncelebrowali kardynałowie: Franciszek Macharski, Józef Glemp, Joachim Meisner, Jean-Marie Lustiger, Agostino Casaroli, Franjo Kuharić, Joseph Höffner, Johannes Willebrands, László Lékai i Tomás Ó Fiaich. Homilię wygłosił Jan Paweł II, a przemówienie końcowe Eduard Ploier, przewodniczący komitetu Dni Katolików.
- 16:15. Spotkanie z ciężko i nieuleczalnie chorymi w Haus der Barmherzigkeit (austriacka sieć prywatnych placówek opieki dla osób poważnie chorych). Papieża przywitał arcybiskup König. Jan Paweł II wygłosił krótkie przemówienie do chorych w kaplicy, a potem (przedłużając w sposób nieplanowany ten punkt wizyty) odwiedził najciężej chorych w ich pokojach.
- 18:00. Spotkanie z prezydentem Austrii Rudolfem Kirchschlägerem w pałacu Habsburgów. Rozmowa prywatna trwała dwadzieścia minut, a prezydent przedstawił papieżowi swoją rodzinę. Następnie przemieszczono się do Sali Balowej, gdzie doszło do spotkania z politykami.
- 19:45. Spotkanie w Nuncjaturze Apostolskiej z przedstawicielami korpusu dyplomatycznego akredytowanego w Austrii. Przemówienie papieża i rozmowy z dyplomatami (kilkadziesiąt minut).
- 21:30. Nieplanowane spotkanie z młodzieżą w siedzibie papieskiej przy Theresianumgasse. Młodzież wywołała papieża na balkon skleconym na miejscu wierszem "Lieber Papst auf Rom, komm auf den Balkon" (pol. "Kochany Papieżu z Rzymu, wyjdź na balkon"). Jan Paweł II przez kilkanaście minut, w interakcji z młodymi ludźmi komentował wydarzenia bieżącego dnia[1].

## 12 września 1983 (poniedziałek)
- 8:45. Msza święta dla laikatu w katedrze św. Szczepana z udziałem około 7.000 wiernych, w tym członków Akcji Katolickiej, rad duszpasterskich, grup apostolskich, osób zatrudnionych w instytucjach kościelnych, a także nauczycieli szkół katolickich. Papieża przywitał radca ministerialny Josef Gärtner. Mszę o Najświętszym Imieniu Maryi koncelebrowali kardynałowie Franz König oraz Agostino Casaroli. Jan Paweł II zasiadał na tym samym tronie, na którym 201 lat wcześniej siedział Pius VI podczas uroczystości wielkanocnych 1782.
- 11:15. Spotkanie z przedstawicielami nauki, kultury i sztuki w centrum kongresowym Hofburga. Obecnych powitali prof. Gernot Eder (fizyk jądrowy i jednocześnie prezydent Zrzeszenia Katolickich Akademików) i prof. Richard Plaschka (historyk). Jan Paweł II przemówił, a potem odbył rozmowy osobiste z obecnymi.
- 12:30. Nieplanowana, kilkuminutowa wizyta w centrum prasowym w Hofburgu i podziękowania dla dziennikarzy za ich pracę przy obsłudze pielgrzymki, także w języku polskim.
- 13:00. Spotkanie z przedstawicielami Konferencji Episkopatu Austrii w pałacu arcybiskupim. Obiad i przemówienie papieża.
- 16:00. Odwiedziny w Vienna International Centre i spotkanie z przedstawicielami instytucji Narodów Zjednoczonych. Rozpoczęło się od uklęknięcia papieża przed figurą św. Franciszka, którą w 1980 podarował Międzynarodowej Agencji Energii Atomowej. Ojca Świętego powitali Mowaffak Allaf (dyrektor generalny biur ONZ w Wiedniu), Hans Blix (dyrektor generalny Międzynarodowej Agencji Energii Atomowej) i Farlan Carré (dyrektor ds. współpracy z krajami Trzeciego Świata).
- 17:45. Spotkanie ze światem pracy pod hasłem "Solidarność w pracy" na placu Am Hof przy udziale 15.000 robotników austriackich oraz gastarbeiterów z Turcji, Chorwacji, Słowenii, Serbii, Indii, Filipin i Wietnamu. Papieża powitał przewodniczący Ruchu Katolickich Robotników Austrii, Josef Müller. Jan Paweł II pozdrowił robotników także w języku chorwackim, słoweńskim, angielskim i tureckim. Po jego przemówieniu zgromadzeni odmówili "Pater noster". Na zakończenie przemówił biskup Linzu Maximilian Aichern, dziękując za spotkanie.
- 19:00. Wizyta w polskim kościele Podwyższenia Krzyża Świętego w Wiedniu. Papieża powitali przed świątynią Polacy którym przewodził ksiądz Władysław Dymny, rektor Zgromadzenia Zmartwychwstańców. Obecna była też delegacja władz PRL z pisarzem Janem Dobraczyńskim i radcą ambasady polskiej, Wojciechem Młynarskim. Jan Paweł II poświęcił nowe organy i wysłuchał niedługiego koncertu (instrument ten nazywany jest odtąd "organami papieskimi").
- 20:00. Spotkanie z Polonią z terenu Austrii, Niemiec Zachodnich, Szwajcarii, Wielkiej Brytanii, Stanów Zjednoczonych, Kanady, a także z osobami z Polski (łącznie około 25.000 ludzi). Miejscem spotkania był plac przed kościołem św. Karola Boromeusza udekorowany flagami polskimi i transparentami. Papieżowi towarzyszyli kardynałowie: Franciszek Macharski, Józef Glemp, Agostino Casaroli, Franjo Kuharić i Franz König. Przybyłych powitał biskup Szczepan Wesoły. Jan Paweł II mówił o bólu i goryczy rozstania z ojczyzną. Przemówienie to wielokrotnie przerywały długotrwałe oklaski. Zespół ludowy odtańczył krakowiaka. Na koniec papież zaintonował pieśń "Boże, coś Polskę"[1].

## 13 września 1983 (wtorek)
- 8:00. Spotkanie na Kahlenbergu, w miejscu zwycięstwa króla Jana III Sobieskiego nad Turkami. Przed kościołem św. Józefa papieża przywitał prezydent Rudolf Kirchschläger, burmistrz Wiednia Leopold Gratz i rektor świątyni, ksiądz Piotr Kaglik. Papieżowi towarzyszyli kardynałowie: Franciszek Macharski, Józef Glemp, Agostino Casaroli, Franz König oraz biskup Szczepan Wesoły. Pośród osób zebranych na miejscu byli m.in. były generał paulinów, Jerzy Tomziński, prezes Zarządu Głównego Kongresu Polonii Kanadyjskiej, Jan Kaszuba, działacz Stowarzyszenia Polskich Kombatantów, Stefan Soboniewski, przedstawiciele rządu austriackiego i władz landowych, Polacy w historycznych strojach szlacheckich oraz ambasador PRL, Marian Krzak. Jan Paweł II poświęcił tablicę pamiątkową ku czci wiktorii wiedeńskiej, a także kaplicę Matki Boskiej Częstochowskiej z obrazem wewnątrz, jak również okolicznościowy kielich mszalny. Papież modlił się w kaplicy Jana III Sobieskiego wraz z kardynałami Macharskim i Glempem. Przed kościołem zgromadziło się około 10.000 uczniów prywatnych szkół katolickich archidiecezji wiedeńskiej z rektorem placówki w Kalksbergu, Erichem Schmutzem, jak również duża liczba Polaków. Ojciec Święty wygłosił przemówienia po polsku i niemiecku, a potem prowadził dialog z młodzieżą na temat języka łacińskiego. Z Kahlenbergu papież przejechał samochodem do Klosterneuburga, a stamtąd śmigłowcem do sanktuarium w Mariazell (diecezja Graz-Seckau).
- 10:15. Na lądowisku w Mariazell papieża powitał lokalny biskup Johann Weber w towarzystwie władz samorządowych i kościelnych. Obecny był ordynariusz diecezjalny Josef Krainer oraz burmistrz Mariazell, Karl Pingl. Wszyscy udali się do Bazyliki Narodzenia Najświętszej Marii Panny (sanktuarium maryjnego). Przy wejściu do świątyni Jana Pawła II przywitał kardynał Franz König. Ojciec Święty odbył długą modlitwę przed cudowną figurą Matki Bożej, a potem odczytał "Akt zawierzenia Austrii Matce Bożej". Na koniec pomodlił się przy grobie kardynała Józsefa Mindszenty'ego. Przed kościołem odprawił mszę świętą z udziałem 40.000 wiernych, w tym 8.000 duchownych, do których przede wszystkim zwrócił się w kazaniu. Po mszy spotkał się z chorymi i zakonnicami, które ich wspomagają, a następnie zjadł obiad z pięciuset gośćmi w klasztorze benedyktynów i odleciał helikopterem do Wiednia (na lotnisko Schwechat).
- 17:15. Uroczystości pożegnalne na lotnisku Schwechat z udziałem prezydenta Rudolfa Kirchschlägera, kanclerza Freda Sinowatza, władz państwowych i kościelnych, korpusu dyplomatycznego, mieszkańców miasta i Polonii. Papieża pożegnali prezydent Austrii, kardynał König, arcybiskup Salzburga Karl Berg, nuncjusz apostolski, arcybiskup Mario Cagna. Na zakończenie Jan Paweł II podziękował za gościnę i polecił Bogu Austrię i jej mieszkańców.
- 17:45. Specjalny samolot Austrian Airlines odleciał do Rzymu[1].